# Gorinchem
Gorinchem (anhörenⓘ) [ˈxɔɹkəm] oder [ˈɣɔɾkʏm], oft auch nach der Aussprache Gorkum oder Gorcum geschrieben, ist eine Stadt und Gemeinde in der niederländischen Provinz Südholland und zählte am 1. Januar 2025 laut Angabe des CBS 38.852 Einwohner. Die Gesamtfläche der Gemeinde beträgt 21,93 km².

## Lage und Wirtschaft
Die Stadt liegt im äußersten Südosten der Provinz an der Merwede und am südlichen Ende des Merwede-Kanals. Bei Gorinchem kreuzen sich die Autobahnen Rotterdam–Tiel–Arnheim/Nijmegen und Utrecht–Breda. Gorinchem hat einen Bahnhof an der Bahnstrecke Dordrecht – Geldermalsen. Zur Stadt gehört ein großes Industriegelände (Avelingen) mit Binnenhafen, wo sich eine Schiffswerft, Maschinen- und andere Metall verarbeitende Fabriken sowie Großhandelsunternehmen befinden. Auch die Land- und Gartenwirtschaft in der Umgebung (Rinder, Äpfel) ist von Bedeutung. Eine Fußgängerfähre verbindet den Hauptort mit dem südliche gelegenen Woudrichem und dem südöstlich gelegenen Schloss Loevestein.

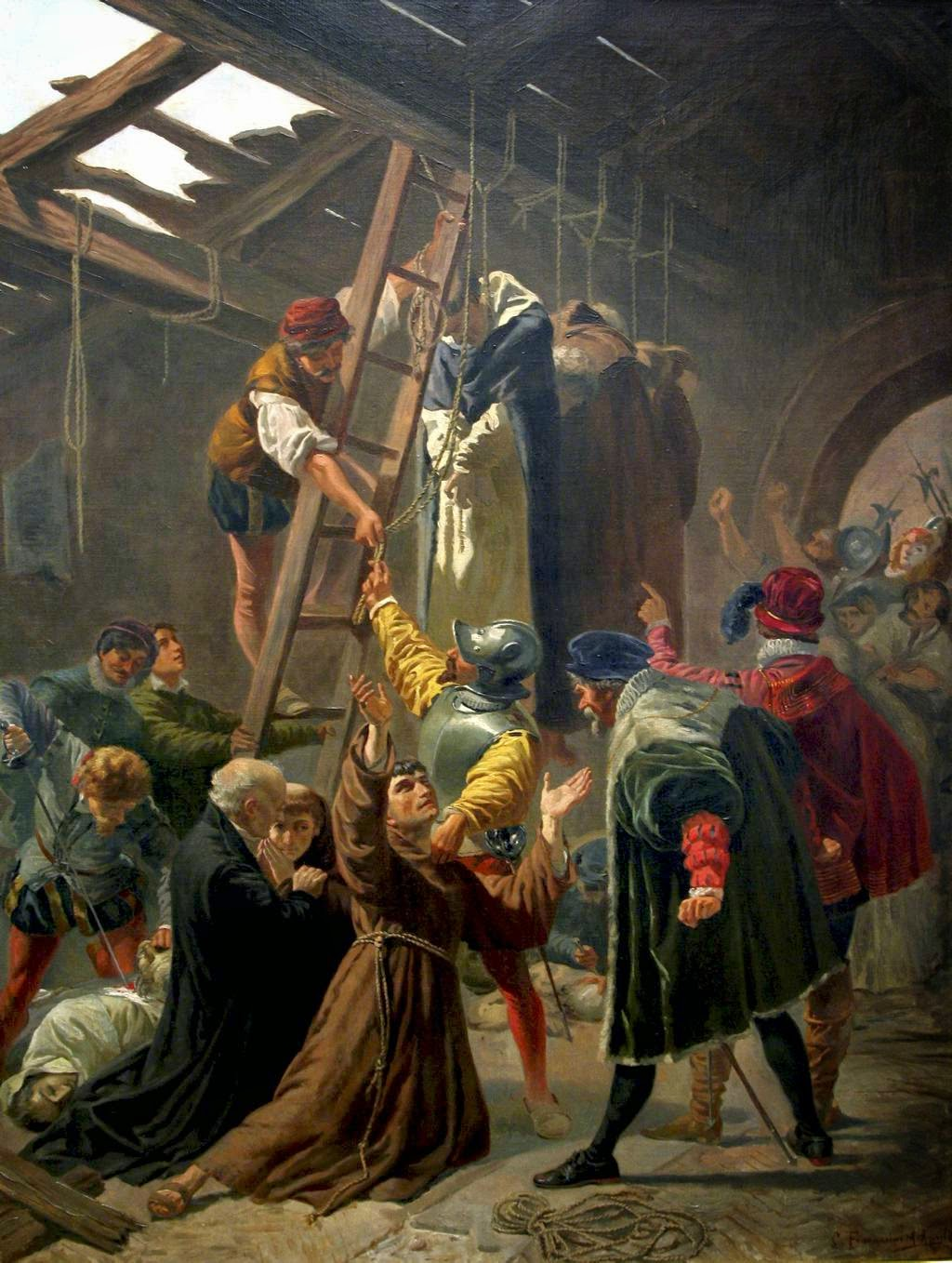
Cesare Fracassini (1838–1868): Hinrichtung der Märtyrer von Gorkum, Rom, Vatikan

## Geschichte
Schon um das Jahr 1000 war Gorinchem ein Bauern- und Fischerdorf. Es wird 1224 erstmals urkundlich bezeugt. Otto van Arkel verlieh dem bereits ummauerten Ort 1382 das Stadtrecht. Gorinchem kam, nach dem Aussterben des Geschlechtes Van Arkel, 1417 an Holland, was den Handel der Stadt begünstigte.
Im Jahre 1566 wurde die Stadt protestantisch. Im Achtzigjährigen Krieg fiel Gorcum 1572 an die aufständischen Holländer, wobei es zu einem Massaker kam: Neunzehn katholische Geistliche wurden, weil sie sich nicht zur neuen Lehre bekehren wollten, von den Geusen abtransportiert und später erhängt. Diese Opfer der damaligen Intoleranz werden – heutzutage auch von vielen Protestanten – als die Märtyrer von Gorkum bezeichnet. Sie wurden am 24. November 1675 durch Papst Clemens X. seliggesprochen. Am 29. Juni 1867 erfolgte die Heiligsprechung durch Papst Pius IX. Der bekannteste unter ihnen ist Theodor van der Eem. In der Sankt Nikolauskirche von Brüssel werden die Reliquien der Märtyrer von Gorkum verehrt. Ihr Gedenktag ist der 9. Juli.
Im Jahre 1609 wurde die neue Stadtbefestigung fertiggestellt.
Das 18. Jahrhundert war für Gorinchem eine Epoche des wirtschaftlichen Rückganges.
Im Winterfeldzug 1813/1814 hatten sich französische Truppen gegen die vorrückenden preußischen und russischen Truppen in Gorinchem verschanzt. Um ein freies Schussfeld zu haben, ließ der französische General Antoine-Guillaume Rampon alle Gebäude im Umkreis der Stadt niederreißen bzw. niederbrennen. Am 22. Januar 1814 begann die Belagerung der Stadt durch die Alliierten, am 5. Februar kapitulierten die Franzosen. Teile von Gorinchem waren durch die Kämpfe zerstört worden.
Ab etwa 1880, als die Eisenbahn gebaut wurde und neue Land- und Wasserstraßen entstanden, begann eine zweite Blütezeit.

## Gorinchemse Tijd
Der Meridian, der seit dem 17. März 1937 für die von 1909 bis 1940 in den Niederlanden gebräuchliche Amsterdamer Zeit (AZ) maßgeblich war (5° östlicher Länge), verlief genau durch Gorinchem. Daher sprach man auch von der Gorinchemse Tijd (Gorinchemer Zeit).

## Sehenswürdigkeiten
Die Festungswerke mit dem Dalemer Stadttor können zu den Sehenswürdigkeiten gezählt werden. Sie wurden 2001 restauriert. Im ehemaligen Rathaus (1860 erbaut) ist das Stadtmuseum untergebracht. Gorinchem hat noch einige alte Häuser.
Am Flüsschen Linge, das ebenfalls durch die Gemeinde fließt, gibt es einen Jachthafen.
Eine Radtour über Arkel und den Deich der Linge nach Leerdam oder über Meerkerk nach Ameide (Gemeinde Zederik) ist vor allem im Frühsommer wegen der malerischen Landschaft empfehlenswert.

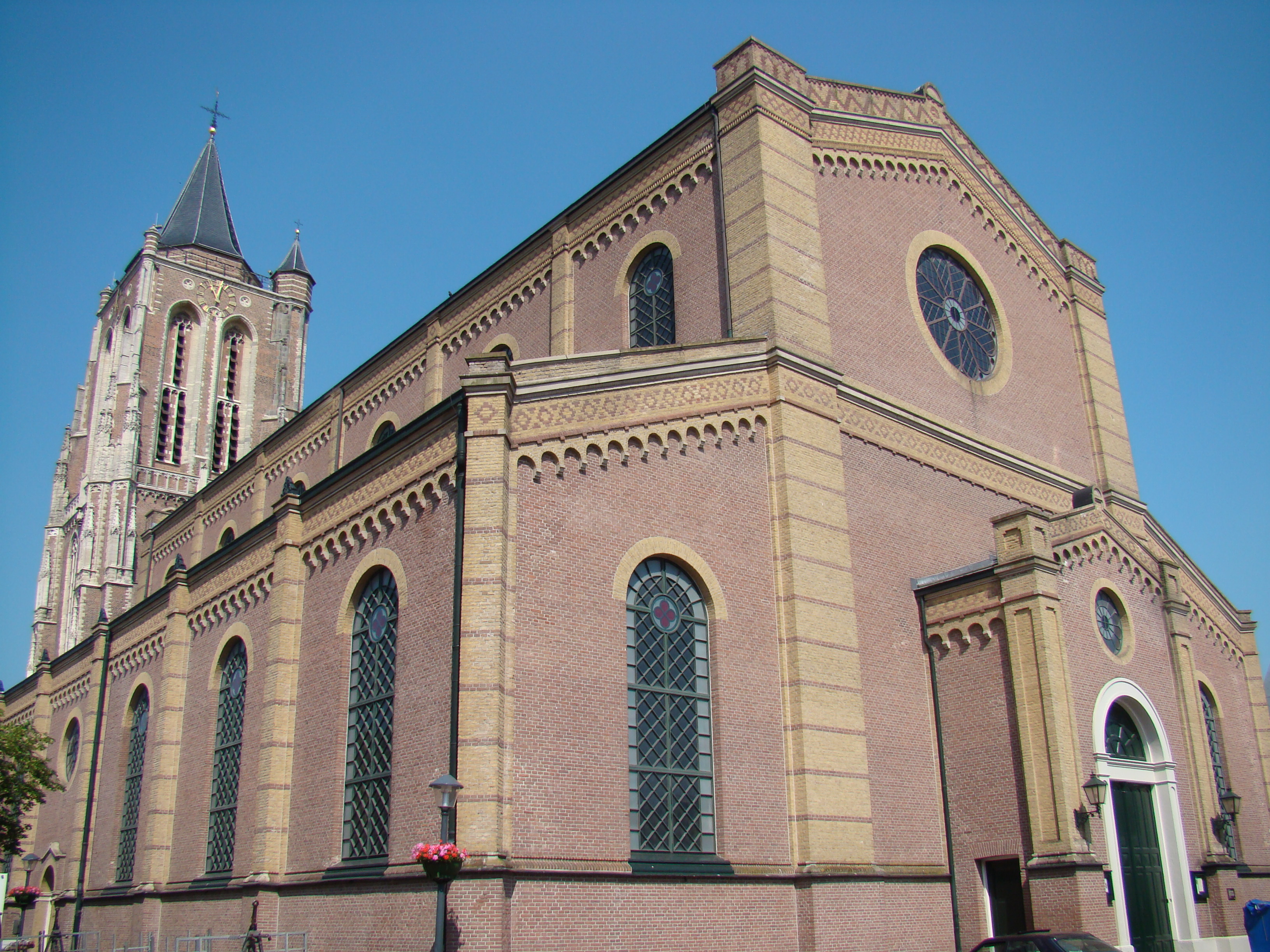
Große Kirche
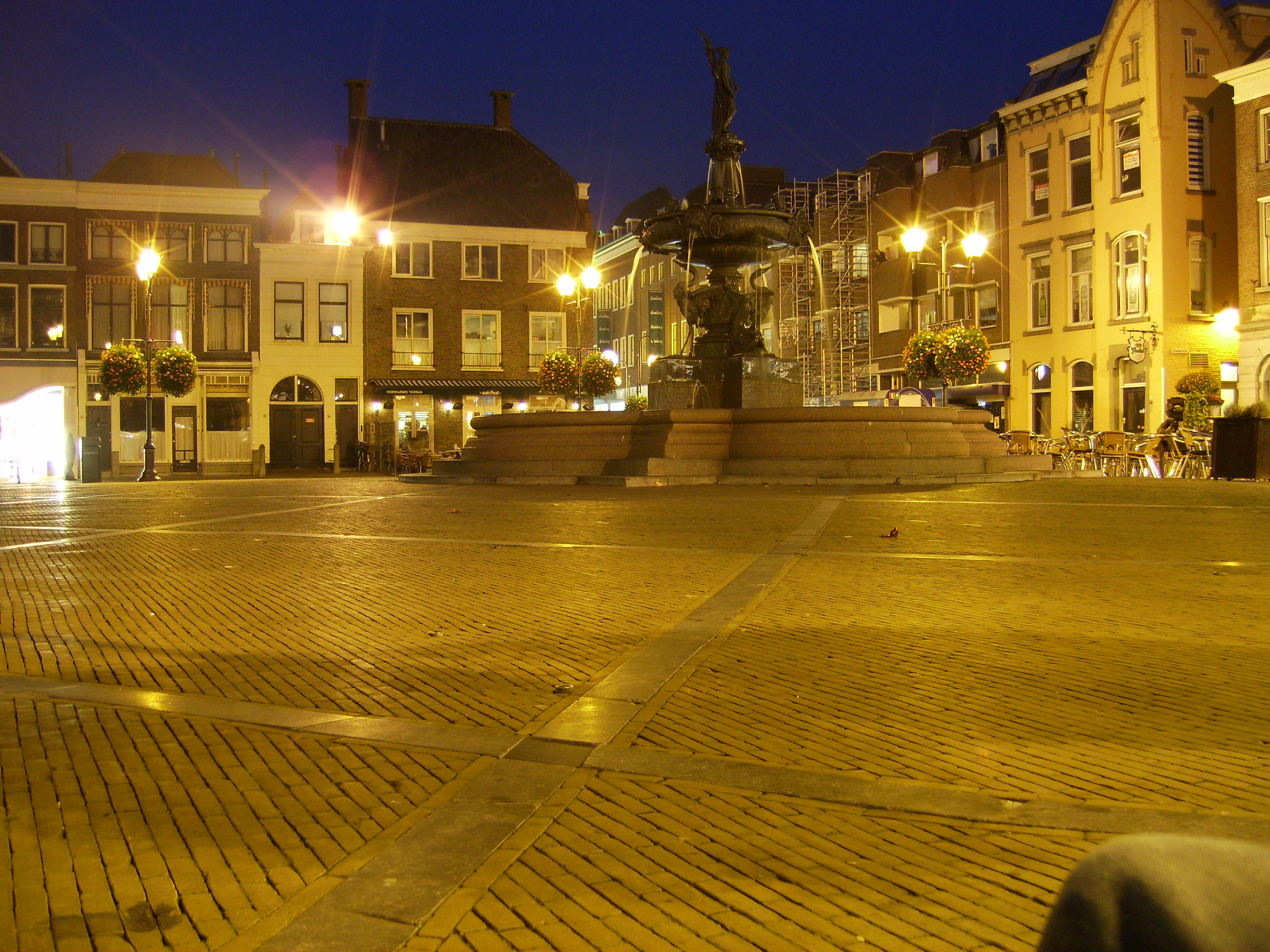
Marktplatz
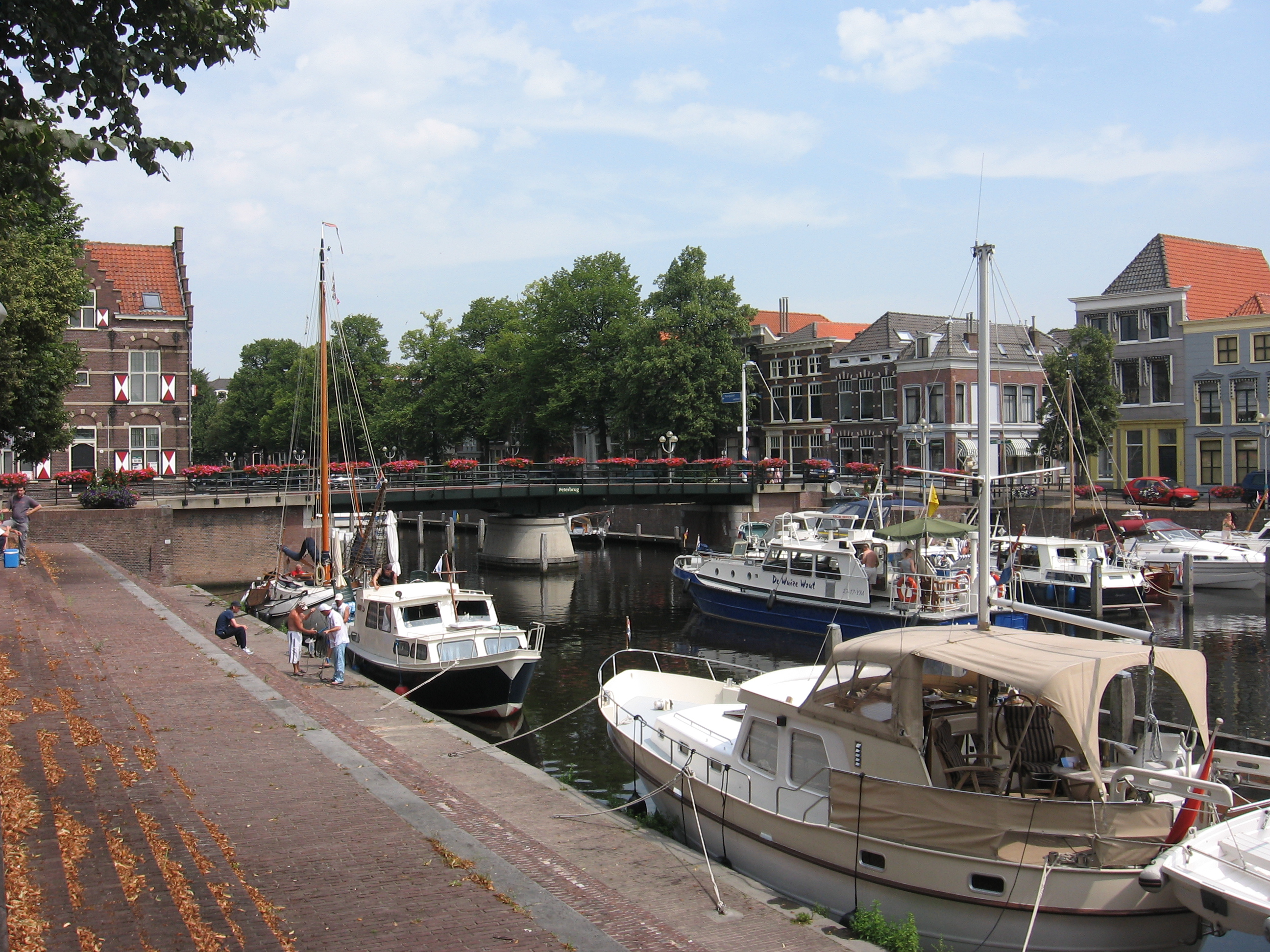
Altstadthafen
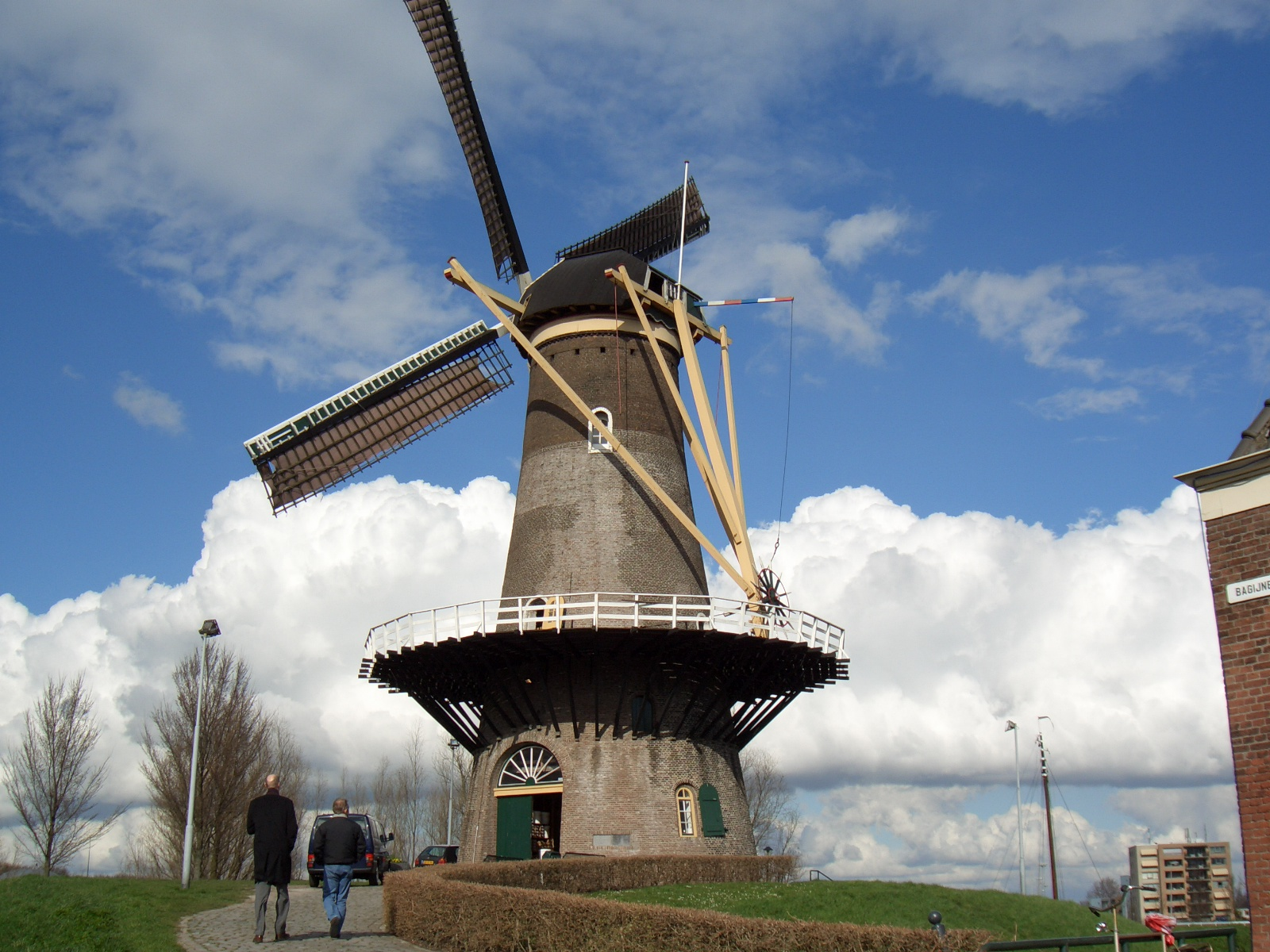
Mühle 'De Hoop'
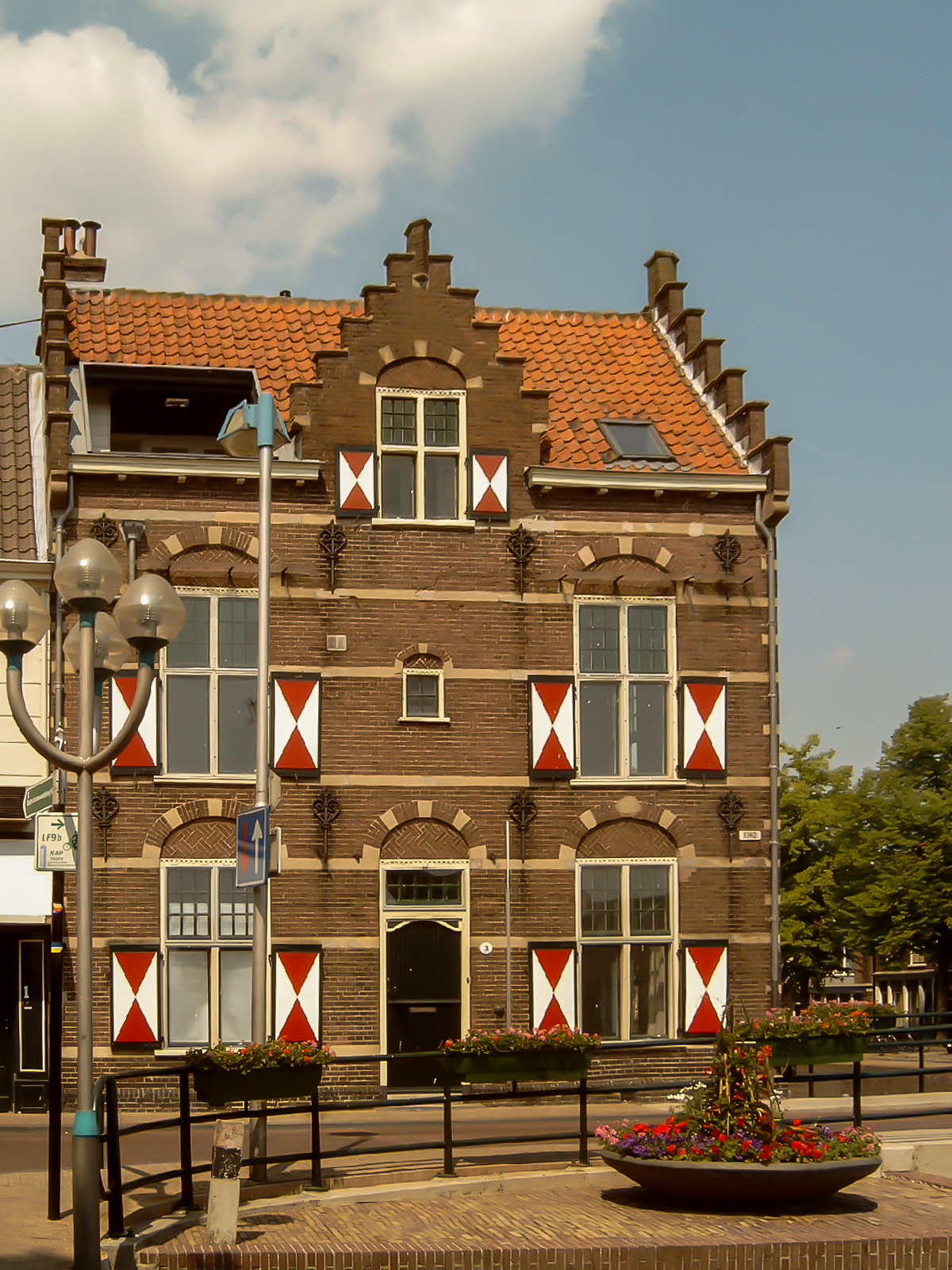
Monumentalbau 'De blauwe hoed'
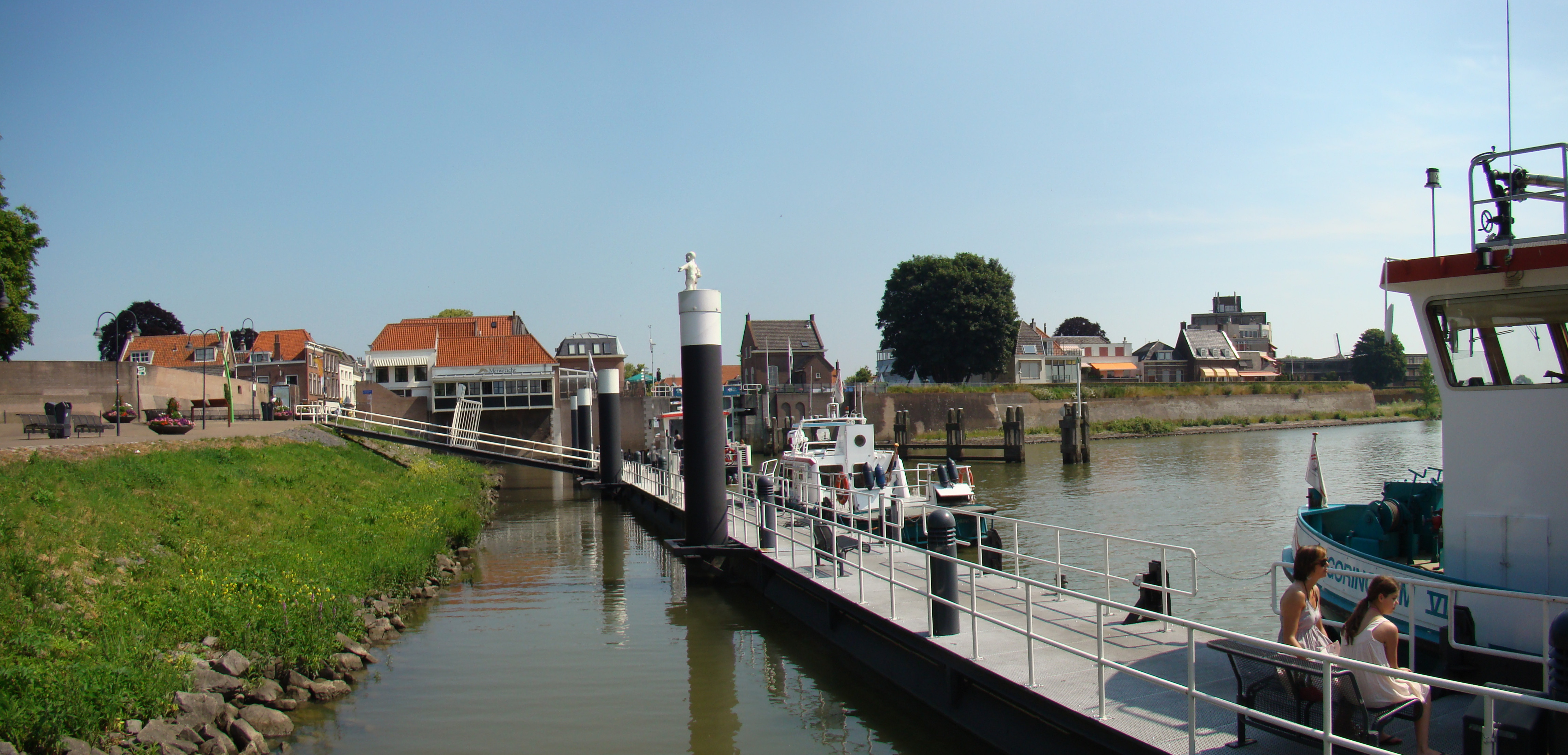
Hafen
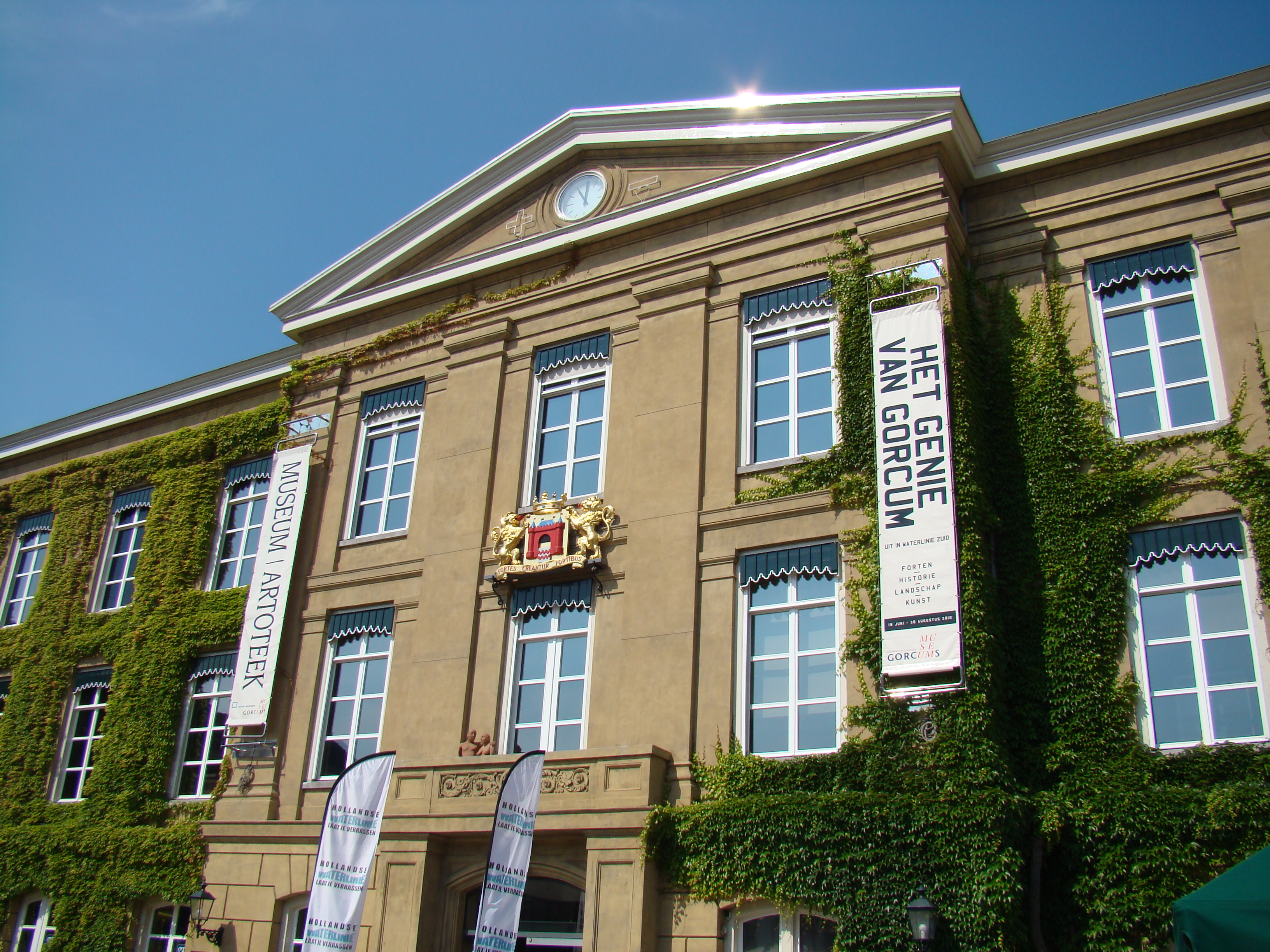
Gorcums Museum
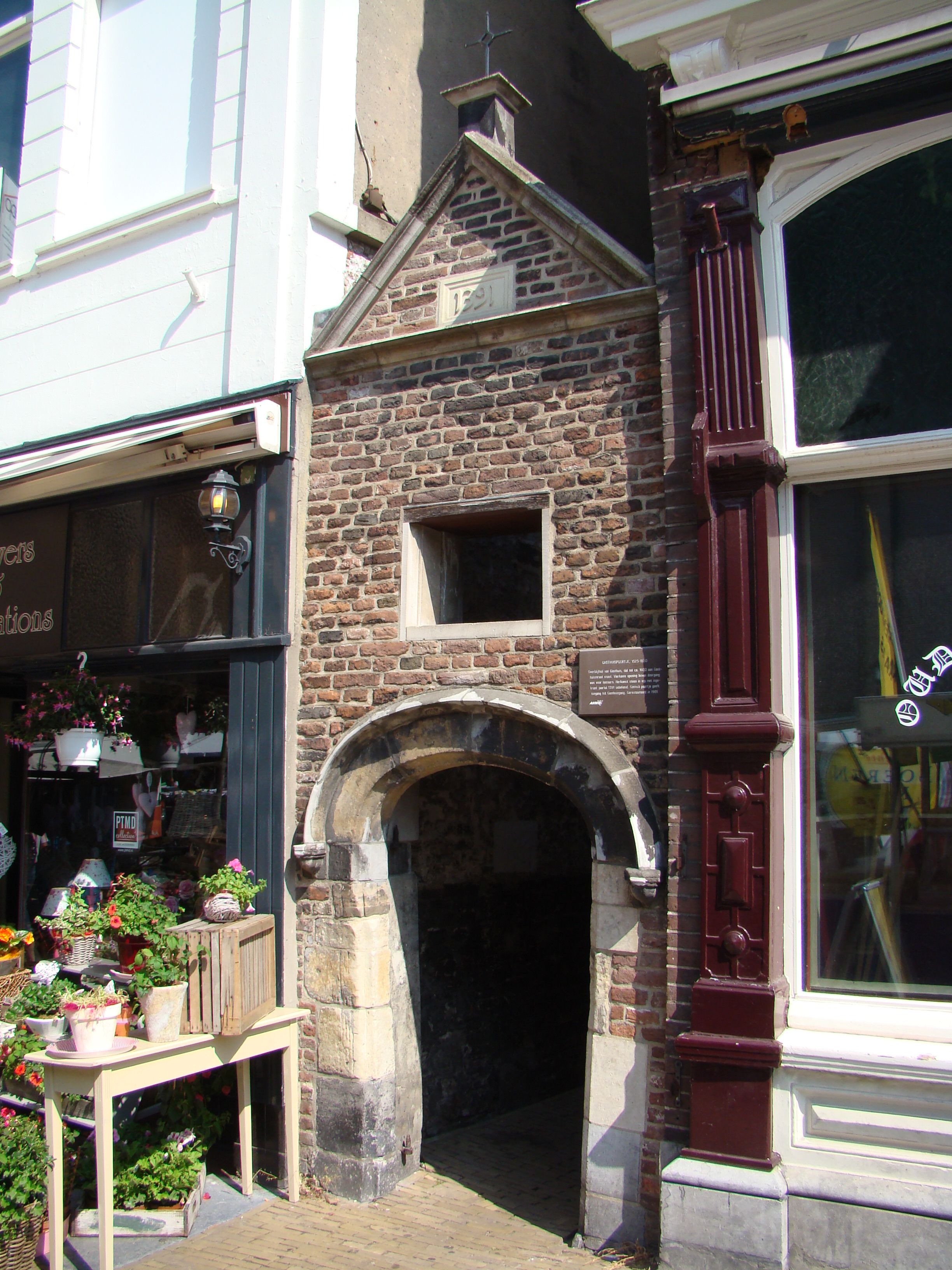
Tor
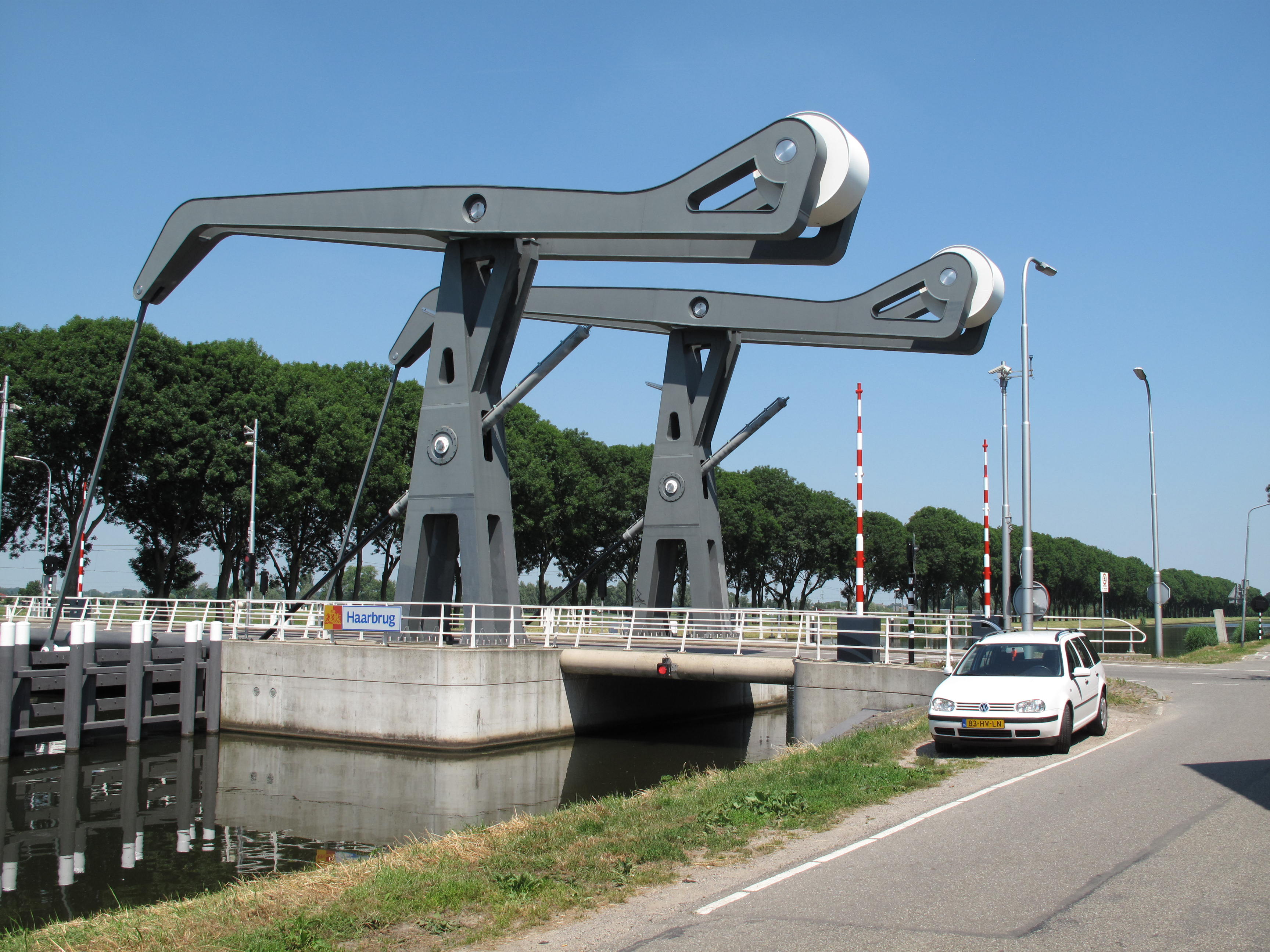
Brücke: de Haarbrug
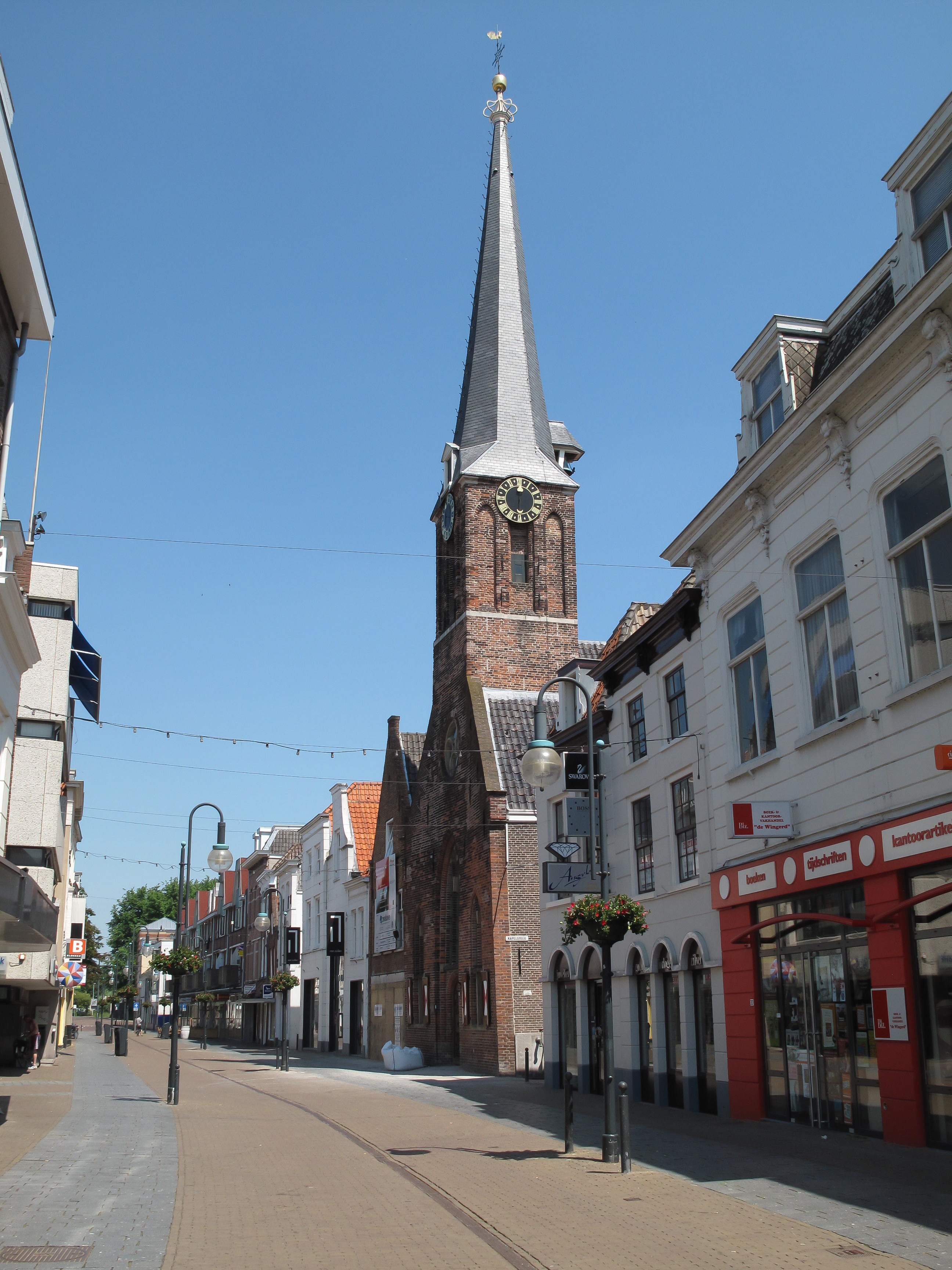
Kapelle
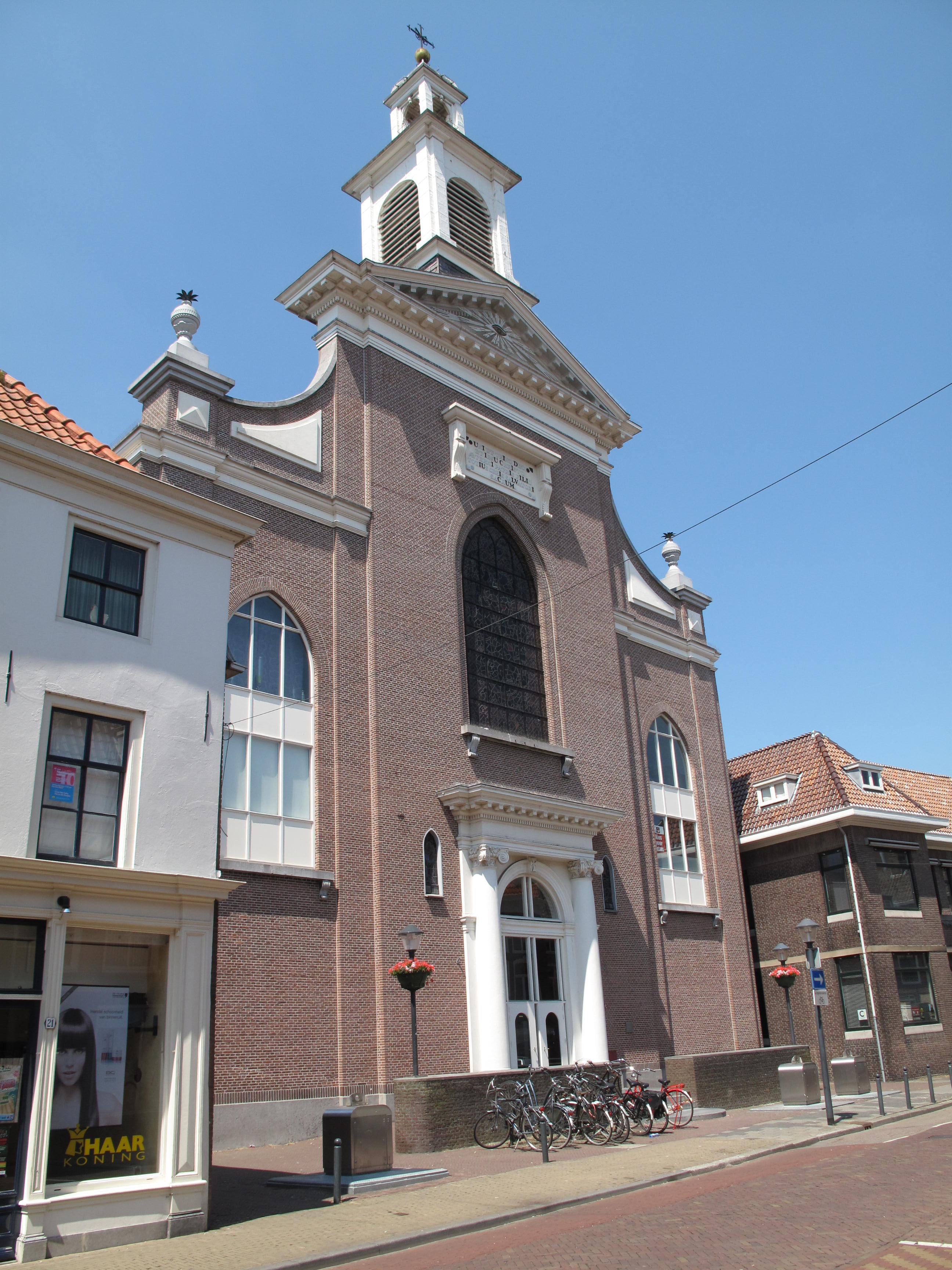
Ehemalige Kirche St. Nicolaas Pieck en Gezellen
Molen Nooit Volmaakt

## Politik

### Sitzverteilung im Gemeinderat
In Gorinchem formiert sich der Gemeinderat wie folgt:
| Partei                     | Sitze | Sitze | Sitze | Sitze | Sitze | Sitze | Sitze | Sitze | Sitze | Sitze | Sitze |
| Partei                     | 1982  | 1986  | 1990  | 1994  | 1998  | 2002  | 2006  | 2010  | 2014  | 2018  | 2022  |
| -------------------------- | ----- | ----- | ----- | ----- | ----- | ----- | ----- | ----- | ----- | ----- | ----- |
| Stadsbelang a              | 3     | 3     | 2     | 3     | 2     | 4     | 2     | 1     | 3     | 5     | 5     |
| Democraten Gorinchem       | –     | –     | –     | –     | –     | –     | –     | –     | –     | 4     | 4     |
| PvdA                       | 9     | 10    | 9     | 7     | 7     | 6     | 8     | 6     | 5     | 3     | 3     |
| VVD                        | 3     | 3     | 2     | 3     | 5     | 5     | 3     | 5     | 3     | 3     | 3     |
| ChristenUnie               | –     | –     | –     | –     | –     | 2     | 2     | 2     | 3     | 2     | 2     |
| SGP                        | 1     | 1     | 1     | 2     | 2     | 2     | 2     | 2     | 3     | 2     | 2     |
| RPF                        | 1     | 1     | 1     | 2     | 2     | –     | –     | –     | –     | –     | –     |
| GPV                        | –     | –     | 1     | 2     | 2     | –     | –     | –     | –     | –     | –     |
| Gorcum Actief              | –     | –     | –     | –     | –     | –     | –     | –     | 2     | 1     | 2     |
| D66                        | 1     | 0     | 2     | 3     | 1     | 1     | 0     | 2     | 2     | 2     | 2     |
| CDA                        | 4     | 4     | 5     | 4     | 4     | 4     | 3     | 3     | 2     | 2     | 2     |
| SP                         | –     | –     | –     | –     | 0     | –     | 4     | 2     | 3     | 2     | 2     |
| Zorg voor Gorkum           | –     | –     | –     | –     | –     | –     | –     | –     | –     | –     | 0     |
| Jezus Leeft                | –     | –     | –     | –     | –     | –     | –     | –     | 0     | 0     | 0     |
| GroenLinks                 | –     | –     | –     | 1     | 1     | 1     | 1     | 2     | 2     | 1     | –     |
| Algemene Senioren Partij b | –     | –     | –     | –     | –     | 0     | –     | –     | –     | –     | –     |
| Algemeen Ouderen Verbond b | –     | –     | –     | –     | 1     | –     | –     | –     | –     | –     | –     |
| Unie 55+ b                 | –     | –     | –     | –     | 1     | –     | –     | –     | –     | –     | –     |
| Prima Gorkum               | –     | –     | 0     | –     | –     | –     | –     | –     | –     | –     | –     |
| Gesamt                     | 21    | 21    | 21    | 23    | 23    | 23    | 23    | 23    | 25    | 25    | 25    |

Anmerkungen

### Bürgermeister
Seit dem 28. August 2017 ist Reinie Melissant-Briene (CDA) amtierende Bürgermeisterin der Gemeinde. Zu ihrem Kollegium zählen die Beigeordneten Dick van Zanten (Stadsbelang), Eelke Kraaijeveld (PvdA), Joost van der Geest (CDA), Ro van Doesburg (Democraten Gorinchem) sowie der Gemeindesekretär Simon de Leeuw.

### Städtepartnerschaften
- Sint-Niklaas in Flandern, Belgien
- Lucca in der Toskana, Italien

## Söhne und Töchter der Stadt
- Heinrich von Gorkum (um 1378–1431), Thomist und Theologieprofessor
- Thomas Erpenius (1584–1624), Theologe und Orientalist
- Rafaël Camphuysen (1597–1657), Maler
- Anna Muggen († 1608), Hexe
- Boudewijn Cats (1601–1663), römisch-katholischer Bischof
- Cornelis Saftleven (1607–1681), Maler
- Govert Camphuysen (um 1624–um 1672), Maler
- Hendrik Hamel (1630–1692), Seefahrer, Autor
- Jan Meerhout (vor 1630–1677), Maler
- Jan van der Heyden (1637–1712), Maler und Erfinder
- Johanna Wilhelmina Albertina Kehrer (1826–1852), Dichterin
- Bastiaan Ort (1854–1927), Jurist und Politiker
- Agnieta Gijswijt (1873–1962), Malerin und Zeichnerin
- Julie de Graag (1877–1924), Malerin, Grafikerin und Zeichnerin
- Coenraad Hiebendaal (1879–1921), Ruderer
- Berend Georg Escher (1885–1967), Geologe, Mineraloge und Hochschullehrer
- Ida Gerhardt (1905–1997), Dichterin, Altphilologin und Übersetzerin
- Jan van Munster (1939–2024), Künstler
- Jan van Mersbergen (* 1971), Schriftsteller und Redakteur
- Marco van Hoogdalem (* 1972), ehemaliger Fußballspieler
- Nikos Vertis (* 1976), griechischer Sänger
- Henk Norel (* 1987), Basketballspieler
- Dagmar Genee (* 1989), Wasserballspielerin
- Fabio Jakobsen (* 1996), Radrennfahrer, geboren in Heukulem
- Frenkie de Jong (* 1997), Fußballspieler